# Evangelischer Friedhof Cronenberg

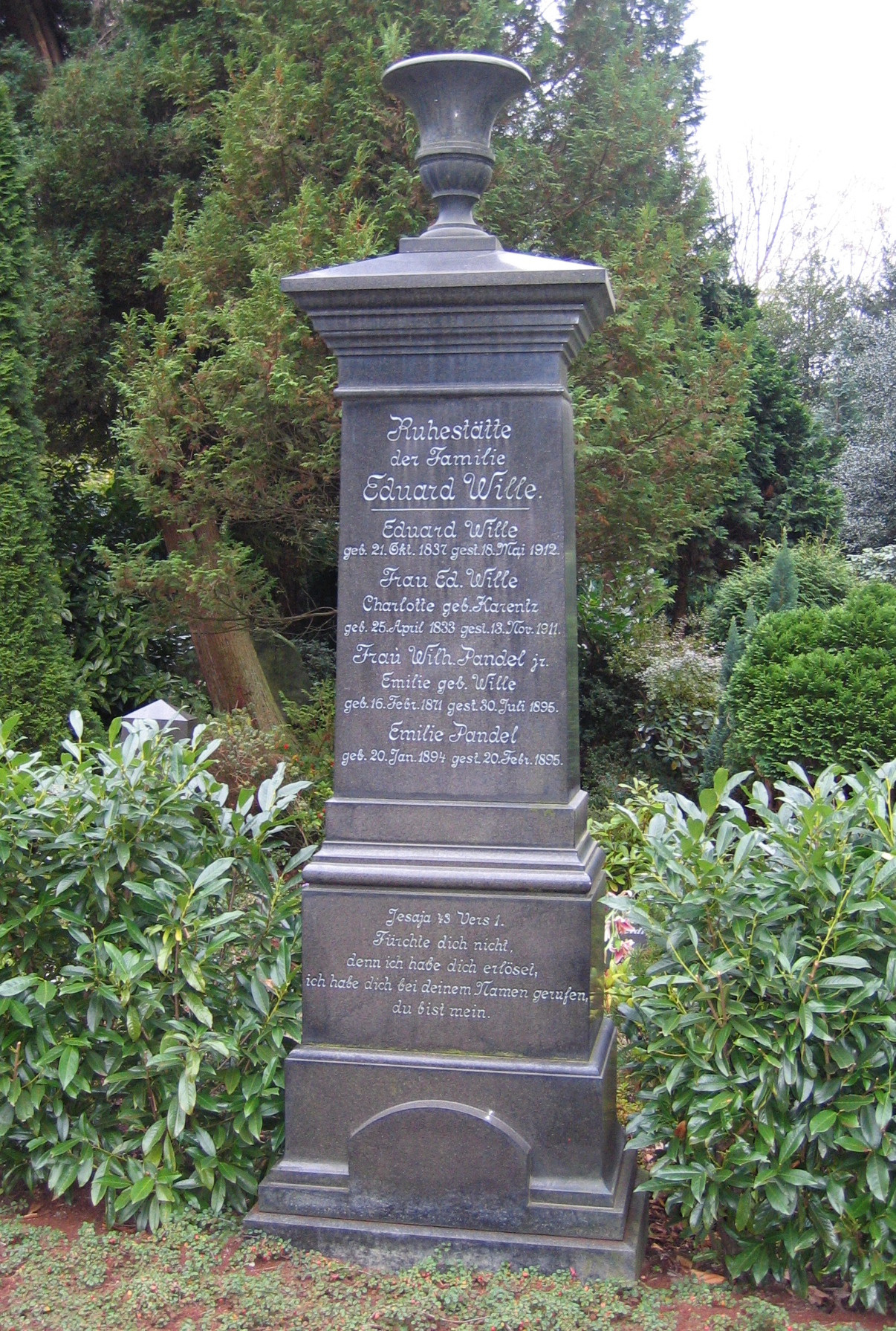
Grab von Eduard Wille, Gründer des Cronenberger Unternehmens Stahlwille

Der Evangelische Friedhof an der Hauptstraße im Wuppertaler Stadtteil Cronenberg ist einer der rund 50 Friedhöfe der Stadt. Die nur etwa 0,53 Hektar große Begräbnisstätte wird von der Evangelischen Kirchengemeinde Cronenberg betrieben.
Die Geschichte des Friedhofs geht auf das Jahr 1783 zurück, zugleich Gründungsjahr der Cronenberger Evangelischen (damals noch „lutherischen“) Gemeinde. Das erste Kirchengebäude entstand ein Jahr später an der Stelle, wo sich heute das Pfarrhaus befindet. Das heutige Kirchengebäude (genannt Emmauskirche) wurde erst 1857 errichtet. Den Kirchhof legte die Gemeinde bei ihrer Gründung an. Auf dem im Jahre 1875 etwas erweiterten Friedhof fand auch der Pastor Johann Heinrich Wilhelm Stratmann (1780–1855), der Begründer der Gemeinde, seine letzte Ruhestätte. Sein Grabmal unweit des Haupteingangs ist bis heute erhalten und beinhaltet unter anderem Reliefdarstellungen einer Kirche, was seinen Einsatz für den Bau der Kirche unterstreichen sollte.
Der Friedhof an der Hauptstraße wird bis heute für Begräbnisse genutzt, auch wenn die Cronenberger Gemeinde seit 1930 ihren eigenen Abschnitt auf dem unweit gelegenen Friedhof an der Solinger Straße besitzt.